# Turany
Turany – miasto w powiecie Martin w kraju żylińskim na Słowacji. Liczy ok. 4,3 tys. mieszkańców.

## Położenie
Leży w północno-wschodniej części Kotliny Turczańskiej, pomiędzy Wagiem a Kanałem Krpeľańskim, na wysokości ok. 405 m n.p.m., ok. 12 km na północny wschód od Martina. Na północy wznoszą się nad miastem stoki Krywańskiej części Małej Fatry, zaś od wschodu i południowego wschodu – stoki Wielkiej Fatry. Przez Turany biegnie linia kolejowa nr 180 łącząca Żylinę z Koszycami (fragment dawnej Kolei Koszycko-Bogumińskiej) oraz droga krajowa nr 18, natomiast od strony południowej obiega je odcinek autostrady D1.

## Historia
Wspominane po raz pierwszy w 1361 r., w 1397 r. uzyskało od króla Zygmunta Luksemburskiego prawa miejskie na wzór Krupiny, zaś w 1405 r. została uwolniona przez tego samego władcę od podatków. Należąc do feudalnego „państwa” z siedzibą na zamku Sklabinia, Turany rozwijały się jako prywatne miasteczko, którego obywatele, zwłaszcza w XVII i XVIII w., musieli stale walczyć ze zwierzchnością o swoje prawa. Mieszkańcy, poza rozmaitymi rzemiosłami, trudnili się m.in. pracą w lasach oraz flisactwem na Wagu, a od XIX w. pracowali również w miejscowym tartaku i cegielni. W tej ostatniej oprócz cegieł produkowano również dachówki i znane kafle do budowy pieców. Obecnie największe znaczenie mają zakłady przemysłu drzewnego.

## Zabytki
- Kościół katolicki z końca XIII w., wczesnogotycki, odbudowany po pożarze z 1636 r. W pierwszej połowie XVIII w. wnętrze kościoła przebudowano w stylu barokowym. Najcenniejszym elementem wyposażenia jest późnogotycki, skrzydłowy ołtarz główny św. Katarzyny z końca XV w., pochodzący z kościoła w Spiskim Czwartku. Zainstalowany tu w 1806 r., stanowił dar pochodzącego z Turca spiskiego biskupa Jána Révaya.
- Dzwonnica koło kościoła z połowy XVII w., wolnostojąca, renesansowa, ze sgraffitową dekoracją (i – pierwotnie – z renesansową attyką).
- Kościół ewangelicki, tzw. „tolerancyjny” z 1786 r., w 1924 r. gruntownie zmodernizowany.
- Plebania z początków XIX w. koło kościoła ewangelickiego, klasycystyczna.

## Postacie związane z miejscowością
- Miloš A. Bazovský (1899–1968) – jeden z najwybitniejszych malarzy słowackich XX wieku